# Élections cantonales de 1992 en Corse-du-Sud
Les élections cantonales ont eu lieu les 22 mars 1992 et 29 mars 1992.
Lors de ces élections, 11 des 22 cantons de la Corse-du-Sud ont été renouvelés. Elles ont vu la reconduction de la majorité UDF dirigée par José Rossi, président du conseil général depuis 1985.

## Résultats à l’échelle du département
Répartition départementale des résultats (2e tour).
- PCF (9,19 %)
- PRG (10,69 %)
- Majorité (9,65 %)
- Régionalistes (5,38 %)
- RPR (22,66 %)
- UDF (7,26 %)
- DVD (33,62 %)
- FN (1,55 %)

| Étiquette      | Étiquette                          | Premier tour | Premier tour | Second tour | Second tour | Sièges |
| Étiquette      | Étiquette                          | Voix         | %            | Voix        | %           | Sièges |
| -------------- | ---------------------------------- | ------------ | ------------ | ----------- | ----------- | ------ |
|                | Parti communiste français          | 2 392        | 8,67         | 2 066       | 9,19        | 1      |
|                | Majorité présidentielle            | 2 145        | 7,77         | 2 169       | 9,65        | 1      |
|                | Parti radical de gauche            | 1 908        | 6,91         | 2 403       | 10,69       | 2      |
|                | Parti socialiste                   | 726          | 2,63         |             |             |        |
| Gauche         | Gauche                             | 7 171        | 25,98        | 6 638       | 29,53       | 4      |
|                |                                    |              |              |             |             |        |
|                | Divers droite                      | 6 313        | 22,87        | 7 558       | 33,62       | 3      |
|                | Rassemblement pour la République   | 5 382        | 19,59        | 5 094       | 22,66       | 2      |
|                | Union pour la démocratie française | 2 348        | 8,51         | 1 631       | 7,26        | 2      |
|                | Front national                     | 1 818        | 6,59         | 349         | 1,55        | 0      |
| Droite         | Droite                             | 15 861       | 57,56        | 14 632      | 65,09       | 7      |
|                |                                    |              |              |             |             |        |
|                | Régionalistes                      | 4 571        | 16,56        | 1 210       | 5,38        | 0      |
|                |                                    |              |              |             |             |        |
| Inscrits       | Inscrits                           | 34 176       | 100,00       | 28 403      | 100,00      |        |
| Abstention     | Abstention                         | 5 348        | 15,65        | 4 299       | 15,14       |        |
| Votants        | Votants                            | 28 828       | 84,35        | 24 104      | 84,86       |        |
| Blancs et nuls | Blancs et nuls                     | 1 225        | 4,25         | 1 624       | 6,74        |        |
| Exprimés       | Exprimés                           | 27 603       | 95,75        | 22 480      | 93,26       |        |

## Résultats par canton

### Canton d'Ajaccio-1
| Candidats      | Candidats           | Étiquette      | Premier tour | Premier tour | Second tour | Second tour |
| Candidats      | Candidats           | Étiquette      | Voix         | %            | Voix        | %           |
| -------------- | ------------------- | -------------- | ------------ | ------------ | ----------- | ----------- |
|                | Raphaël Baldocchi*  | DVD            | 887          | 22,11        | 1 339       | 36,39       |
|                | Robert Andarelli    | RPR            | 833          | 20,76        | 1 251       | 33,99       |
|                | Jean-Jacques Comiti | DVD            | 500          | 12,46        | 1090        | 29,62       |
|                | Claude Cabrera      | FN             | 390          | 9,72         |             |             |
|                | Rémy Bizzari        | REG            | 365          | 9,10         |             |             |
|                | Antoine Sollacaro   | REG            | 326          | 8,13         |             |             |
|                | Antoine Parodin     | PS             | 318          | 7,93         |             |             |
|                | Francois Izzo       | PCF            | 205          | 5,11         |             |             |
|                | Francois Quilichini | PS             | 188          | 4,69         |             |             |
|                |                     |                |              |              |             |             |
| Inscrits       | Inscrits            | Inscrits       | 4 874        | 100,00       | 4 870       | 100,00      |
| Abstention     | Abstention          | Abstention     | 698          | 14,32        | 833         | 17,10       |
| Votants        | Votants             | Votants        | 4 176        | 85,68        | 4 037       | 82,90       |
| Blancs et nuls | Blancs et nuls      | Blancs et nuls | 164          | 3,93         | 357         | 8,84        |
| Exprimés       | Exprimés            | Exprimés       | 4 012        | 96,07        | 3 680       | 91,16       |

*sortant

### Canton d'Ajaccio-3
| Candidats      | Candidats            | Étiquette      | Premier tour | Premier tour | Second tour | Second tour |
| Candidats      | Candidats            | Étiquette      | Voix         | %            | Voix        | %           |
| -------------- | -------------------- | -------------- | ------------ | ------------ | ----------- | ----------- |
|                | Marc Marcangeli*     | DVD            | 1 012        | 35,50        | 1 162       | 44,15       |
|                | Edouard Cuttoli      | RPR            | 604          | 21,19        | 885         | 33,62       |
|                | Jacques Casamarta    | PCF            | 363          | 12,73        | 585         | 22,23       |
|                | Jean-Paul Carrolaggi | REG            | 336          | 11,79        |             |             |
|                | Jean-Thomas Ceccaldi | REG            | 295          | 10,35        |             |             |
|                | Jérôme Antona        | FN             | 241          | 8,45         |             |             |
|                | Barthelemy Poggi     | DVD            | 0            | 0,00         |             |             |
|                |                      |                |              |              |             |             |
| Inscrits       | Inscrits             | Inscrits       | 3 560        | 100,00       | 3 554       | 100,00      |
| Abstention     | Abstention           | Abstention     | 568          | 15,96        | 613         | 17,25       |
| Votants        | Votants              | Votants        | 2 992        | 84,04        | 2 941       | 82,75       |
| Blancs et nuls | Blancs et nuls       | Blancs et nuls | 141          | 4,71         | 309         | 10,51       |
| Exprimés       | Exprimés             | Exprimés       | 2 851        | 95,29        | 2 632       | 89,49       |

*sortant

### Canton d'Ajaccio-4
| Candidats      | Candidats               | Étiquette      | Premier tour | Premier tour | Second tour | Second tour |
| Candidats      | Candidats               | Étiquette      | Voix         | %            | Voix        | %           |
| -------------- | ----------------------- | -------------- | ------------ | ------------ | ----------- | ----------- |
|                | José Rossi*             | UDF            | 838          | 41,59        | 743         | 38,82       |
|                | Michel Terramorsi       | FN             | 288          | 14,29        | 349         | 18,23       |
|                | Alain Orsoni            | REG            | 279          | 13,85        | 459         | 23,98       |
|                | Dominique Giovannangeli | PCF            | 259          | 12,85        | 363         | 18,97       |
|                | François Alfonsi        | REG            | 244          | 12,11        |             |             |
|                | Jean Ferrari            | PS             | 107          | 5,31         |             |             |
|                |                         |                |              |              |             |             |
| Inscrits       | Inscrits                | Inscrits       | 2 496        | 100,00       | 2 494       | 100,00      |
| Abstention     | Abstention              | Abstention     | 358          | 14,34        | 417         | 16,72       |
| Votants        | Votants                 | Votants        | 2 138        | 85,66        | 2 077       | 83,28       |
| Blancs et nuls | Blancs et nuls          | Blancs et nuls | 123          | 5,75         | 163         | 7,85        |
| Exprimés       | Exprimés                | Exprimés       | 2 015        | 94,25        | 1 914       | 92,15       |

*sortant

### Canton d'Ajaccio-5
| Candidats      | Candidats        | Étiquette      | Premier tour | Premier tour | Second tour | Second tour |
| Candidats      | Candidats        | Étiquette      | Voix         | %            | Voix        | %           |
| -------------- | ---------------- | -------------- | ------------ | ------------ | ----------- | ----------- |
|                | Paul Borelli*    | PCF            | 815          | 28,82        | 1 118       | 40,55       |
|                | Jacques Tomasi   | UDF            | 637          | 22,52        | 888         | 32,21       |
|                | Gilbert Casanova | REG            | 551          | 19,48        | 751         | 27,24       |
|                | Francois Buteau  | REG            | 336          | 11,88        |             |             |
|                | Paul-Jean Paoli  | DVD            | 240          | 8,49         |             |             |
|                | Pauline Antona   | FN             | 249          | 8,80         |             |             |
|                |                  |                |              |              |             |             |
| Inscrits       | Inscrits         | Inscrits       | 3 525        | 100,00       | 3 521       | 100,00      |
| Abstention     | Abstention       | Abstention     | 559          | 15,86        | 542         | 15,39       |
| Votants        | Votants          | Votants        | 2 966        | 84,14        | 2 979       | 84,61       |
| Blancs et nuls | Blancs et nuls   | Blancs et nuls | 138          | 4,65         | 222         | 7,45        |
| Exprimés       | Exprimés         | Exprimés       | 2 828        | 95,35        | 2 757       | 92,55       |

*sortant

### Canton de Bastelica
| Candidats      | Candidats                   | Étiquette      | Premier tour | Premier tour | Second tour | Second tour |
| Candidats      | Candidats                   | Étiquette      | Voix         | %            | Voix        | %           |
| -------------- | --------------------------- | -------------- | ------------ | ------------ | ----------- | ----------- |
|                | Pierre Porri                | PS             | 372          | 23,35        | Retrait     | Retrait     |
|                | Paul-François Pellegrinetti | PS             | 313          | 19,65        | 816         | 52,71       |
|                | François Teodori            | DVD            | 288          | 18,08        | 732         | 47,29       |
|                | Jean-Baptiste Giffon        | RPR            | 257          | 16,13        | Retrait     | Retrait     |
|                | Philippe Muraccioli         | PCF            | 193          | 12,12        | Retrait     | Retrait     |
|                | Jean-François Accorsi       | REG            | 91           | 5,71         |             |             |
|                | Jean Casalta                | REG            | 79           | 4,96         |             |             |
|                |                             |                |              |              |             |             |
| Inscrits       | Inscrits                    | Inscrits       | 1 900        | 100,00       | 1 900       | 100,00      |
| Abstention     | Abstention                  | Abstention     | 258          | 13,58        | 253         | 13,32       |
| Votants        | Votants                     | Votants        | 1 642        | 86,42        | 1 647       | 86,68       |
| Blancs et nuls | Blancs et nuls              | Blancs et nuls | 49           | 2,98         | 99          | 6,01        |
| Exprimés       | Exprimés                    | Exprimés       | 1 593        | 97,02        | 1 548       | 93,99       |

### Canton de Bonifacio
| Candidats      | Candidats               | Étiquette      | Premier tour | Premier tour |
| Candidats      | Candidats               | Étiquette      | Voix         | %            |
| -------------- | ----------------------- | -------------- | ------------ | ------------ |
|                | Jean-Baptiste Lantieri* | UDF            | 873          | 69,45        |
|                | Antoine Chiocca         | PCF            | 250          | 19,89        |
|                | Jean-Marc Delanfranchi  | REG            | 134          | 10,66        |
|                |                         |                |              |              |
| Inscrits       | Inscrits                | Inscrits       | 1 618        | 100,00       |
| Abstention     | Abstention              | Abstention     | 243          | 15,02        |
| Votants        | Votants                 | Votants        | 1 375        | 84,98        |
| Blancs et nuls | Blancs et nuls          | Blancs et nuls | 118          | 8,58         |
| Exprimés       | Exprimés                | Exprimés       | 1 257        | 91,42        |

*sortant

### Canton de Levie
| Candidats      | Candidats                      | Étiquette      | Premier tour | Premier tour |
| Candidats      | Candidats                      | Étiquette      | Voix         | %            |
| -------------- | ------------------------------ | -------------- | ------------ | ------------ |
|                | Louis-Ferdinand de Rocca Serra | RPR            | 1 260        | 69,88        |
|                | Anna Muzy                      | REG            | 180          | 9,98         |
|                | Jean-Paul Giovanni             | PCF            | 123          | 6,82         |
|                | Paul Tramoni                   | FN             | 121          | 6,71         |
|                | Jean-Baptiste Gavini           | REG            | 119          | 6,60         |
|                |                                |                |              |              |
| Inscrits       | Inscrits                       | Inscrits       | 2 311        | 100,00       |
| Abstention     | Abstention                     | Abstention     | 413          | 17,87        |
| Votants        | Votants                        | Votants        | 1 898        | 82,13        |
| Blancs et nuls | Blancs et nuls                 | Blancs et nuls | 95           | 5,01         |
| Exprimés       | Exprimés                       | Exprimés       | 1 803        | 94,99        |

### Canton d'Olmeto
| Candidats      | Candidats               | Étiquette      | Premier tour | Premier tour | Second tour | Second tour |
| Candidats      | Candidats               | Étiquette      | Voix         | %            | Voix        | %           |
| -------------- | ----------------------- | -------------- | ------------ | ------------ | ----------- | ----------- |
|                | Charles Cesari*         | PRG            | 1 118        | 45,26        | 1 401       | 56,81       |
|                | Jean-Dominique Pianelli | PS             | 803          | 32,51        | 1 065       | 43,19       |
|                | Yvan Ferrari            | REG            | 196          | 7,94         |             |             |
|                | César de Peretti        | REG            | 187          | 7,57         |             |             |
|                | François Leandri        | FN             | 166          | 6,72         |             |             |
|                |                         |                |              |              |             |             |
| Inscrits       | Inscrits                | Inscrits       | 3 053        | 100,00       | 3 054       | 100,00      |
| Abstention     | Abstention              | Abstention     | 479          | 15,69        | 479         | 15,68       |
| Votants        | Votants                 | Votants        | 2 574        | 84,31        | 2 575       | 84,32       |
| Blancs et nuls | Blancs et nuls          | Blancs et nuls | 104          | 4,04         | 109         | 4,23        |
| Exprimés       | Exprimés                | Exprimés       | 2 470        | 95,96        | 2 466       | 95,77       |

*sortant

### Canton des Deux-Sevi
| Candidats      | Candidats            | Étiquette      | Premier tour | Premier tour | Second tour | Second tour |
| Candidats      | Candidats            | Étiquette      | Voix         | %            | Voix        | %           |
| -------------- | -------------------- | -------------- | ------------ | ------------ | ----------- | ----------- |
|                | Nicolas Alfonsi*     | PRG            | 790          | 42,13        | 1 002       | 54,87       |
|                | Charles Zanettacci   | DVD            | 454          | 24,21        | 536         | 29,35       |
|                | Guillaume Leca       | PS             | 339          | 18,08        | 288         | 15,77       |
|                | Didier Maranelli     | REG            | 199          | 10,61        |             |             |
|                | François Rochiccioli | FN             | 93           | 4,96         |             |             |
|                | Pierre Cester        | PS             | 0            | 0,00         |             |             |
|                |                      |                |              |              |             |             |
| Inscrits       | Inscrits             | Inscrits       | 2 372        | 100,00       | 2 371       | 100,00      |
| Abstention     | Abstention           | Abstention     | 452          | 19,06        | 440         | 18,56       |
| Votants        | Votants              | Votants        | 1 920        | 80,94        | 1 931       | 81,44       |
| Blancs et nuls | Blancs et nuls       | Blancs et nuls | 45           | 2,34         | 105         | 5,44        |
| Exprimés       | Exprimés             | Exprimés       | 1 875        | 97,66        | 1 826       | 94,56       |

*sortant

### Canton de Porto-Vecchio
| Candidats      | Candidats                | Étiquette      | Premier tour | Premier tour | Second tour | Second tour |
| Candidats      | Candidats                | Étiquette      | Voix         | %            | Voix        | %           |
| -------------- | ------------------------ | -------------- | ------------ | ------------ | ----------- | ----------- |
|                | Camille de Rocca Serra * | RPR            | 2 428        | 43,59        | 2 958       | 52,29       |
|                | Denis Rocca de Serra     | DVD            | 1 866        | 33,50        | 2 699       | 47,71       |
|                | François Orsini          | REG            | 496          | 8,90         |             |             |
|                | Guy Profizi              | PS             | 431          | 7,74         |             |             |
|                | Jean-Baptiste Paccini    | FN             | 270          | 4,85         |             |             |
|                | Jacques Biancarelli      | PCF            | 79           | 1,42         |             |             |
|                |                          |                |              |              |             |             |
| Inscrits       | Inscrits                 | Inscrits       | 6 639        | 100,00       | 6 639       | 100,00      |
| Abstention     | Abstention               | Abstention     | 874          | 13,16        | 722         | 10,88       |
| Votants        | Votants                  | Votants        | 5 765        | 86,84        | 5 917       | 89,12       |
| Blancs et nuls | Blancs et nuls           | Blancs et nuls | 195          | 3,38         | 260         | 4,39        |
| Exprimés       | Exprimés                 | Exprimés       | 5 570        | 96,62        | 5 657       | 95,61       |

*sortant

### Canton de Zicavo
| Candidats      | Candidats          | Étiquette      | Premier tour | Premier tour |
| Candidats      | Candidats          | Étiquette      | Voix         | %            |
| -------------- | ------------------ | -------------- | ------------ | ------------ |
|                | Roland Francisci*  | DVD            | 1 066        | 80,21        |
|                | Jacques Pantalacci | REG            | 158          | 11,89        |
|                | Alain Peraldi      | PCF            | 105          | 7,90         |
|                |                    |                |              |              |
| Inscrits       | Inscrits           | Inscrits       | 1 828        | 100,00       |
| Abstention     | Abstention         | Abstention     | 446          | 24,40        |
| Votants        | Votants            | Votants        | 1 382        | 75,60        |
| Blancs et nuls | Blancs et nuls     | Blancs et nuls | 53           | 3,84         |
| Exprimés       | Exprimés           | Exprimés       | 1 329        | 96,16        |

*sortant